# 巴特迪岑巴赫
巴德迪岑巴赫是德国巴登-符腾堡州的一个市镇。总面积25.46平方公里，总人口3675人，其中男性1793人，女性1882人（2011年12月31日），人口密度144人/平方公里。